# Goldman Sachs
The Goldman Sachs Group, Inc., är en amerikansk multinationell investmentbank som är en av de ledande på den internationella finansmarknaden. Banken grundades år 1869 och dess huvudkontor är beläget i skyskrapan 200 West Street på Manhattan i New York i USA. Banken fungerar som finansiell rådgivare till många storföretag, regeringar och förmögna privatpersoner. 
Goldman Sachs har kontor i ett flertal finansiella centra över hela världen: New York, London, Boston, Chicago, Miami, Dallas, Los Angeles, San Francisco, Frankfurt, Zürich, Paris, São Paulo, Bangalore, Bombay, Hongkong, Peking, Mexico City, Singapore, Salt Lake City, Sydney, Dubai, Madrid, Milano, Calgary, Melbourne, Auckland, Seoul, Tokyo, Taipei, Moskva, Tel-Aviv, Toronto och Monaco.
Flera tidigare anställda på Goldman Sachs, som Henry Paulson och Robert Rubin, har haft höga positioner inom USA:s federala regering, både under republikanskt och demokratiskt styre.

## Historia
Goldman Sachs grundades 1869 av den tysk-judiske invandraren Marcus Goldman. Hans svärson Samuel Sachs började på firman år 1882, vilket föranledde namnändringen till Goldman Sachs. Företaget erbjöds att noteras på New York Stock Exchange 1896. Under det tidiga 1900-talet deltog firman i marknaden för börsnoteringar. 1928 startades Goldman Sachs Trading Corp., en fond som misslyckades på grund av börskraschen 1929. Firmans rykte skadades svårt av detta.
År 1930 flyttade Sidney Weinberg fokus från rent handlande till investeringsrådgivning. Detta hjälpte till att återställa firmans rykte. År 1956 hanterade man Fords börsnotering. 
Under de följande åren diversifierade Goldman Sachs på många olika sätt. Det första internationella kontoret öppnades i London 1970. Handel med råvaror, fortsatt globalisering av firman samt diverse uppköp av andra finansiella företag var några av aktiviteterna man ägnade sig åt. Henry Paulson blev vd 1999, men lämnade firman i maj 2006 för att tjänstgöra som USA:s finansminister. Istället blev Lloyd Blankfein vd.

## Grekiska skuldkrisen
I början av 2010 upptäcktes det även att Grekland hade betalat Goldman Sachs och andra storbanker hundratals miljoner dollar för att de skulle arrangera transaktioner som dolde den faktiska statsskulden.

## Kända före detta anställda
Lista på kända före detta anställda och som ej nämns i artikeln i övrigt. 
- Bradley Abelow
- Guy Adami
- Olusegun Olutoyin Aganga, politiker, Nigeria.
- Sergey Aleynikov, programmerare[4]
- Chetan Bhagat, författare
- Raymond Lee
- Fischer Black
- Lloyd Blankfein
- Joshua Bolten
- António Borges
- Erin Burnett, TV-värd på CNN
- Mark Carney, chef vid Bank of Canada[5]
- Gary Cohn
- Michael Cohrs
- Jon Corzine
- Jim Cramer, grundare av TheStreet.com, TV-värd för Mad Money på CNBC
- Emanuel Derman
- William C. Dudley, president vid Federal Reserve Bank of New York
- Michael D. Fascitelli
- Henry H. Fowler, före detta finansminister (1965–1969)
- Gary Gensler
- Chris Grigg
- Charlie Haas, brottare
- Guy Hands
- Reuben Jeffery III
- Neel Kashkari
- Edward Lampert
- Scott Mead
- Steven Mnuchin
- R. Scott Morris
- Dambisa Moyo
- Ashwin Navin, medgrundare av BitTorrent, Inc.
- Lucas Papademos, ekonom vid Federal Reserve Bank of Boston 1985, därefter chefsekonom vid Bank of Greece.
- Henry Paulson, före detta amerikansk finansminister (2006–2009)
- Laurene Powell Jobs
- Romano Prodi, Italiens premiärminister 1996–1998 och 2006–2008 samt Kommissionens ordförande 1999–2004[6]
- Robert Rubin
- Anthony Scaramucci
- Robert Steel
- John Thain
- Malcolm Turnbull, premiärminister, Australien
- George Herbert Walker IV
- Robert Zoellick
- Mario Draghi, den europeiska centralbankens ordförande
- Anton Kreil

## Samarbete med högskolor och universitet
Företaget är en av de främsta medlemmarna, benämnda Capital Partners, i Handelshögskolan i Stockholms partnerprogram för företag som bidrar finansiellt till Handelshögskolan i Stockholm och nära samarbetar med den vad gäller utbildning och forskning.